# Sonnit
Sonnit ist eine deutsche New-Pop-Band aus Braunschweig, die seit dem Jahr 2000 unter diesem Namen aktiv ist.

## Geschichte
Die Band wurde ursprünglich 1996 unter dem Namen „Eat Her Eyes“ gegründet. Als solche wurde sie im Jahr 2000 Zweite des von MTV initiierten Talentwettbewerbs „brand: newcomer talent quest“ und erlangte dadurch einen Plattenvertrag mit Sony. Kurz darauf erfolgte die endgültige Firmierung unter dem heutigen Bandnamen „Sonnit“. Im Juni 2002 erschien das erste Studioalbum namens Popgun, welches von Roland Spremberg produziert wurde. Im Frühjahr 2002 war die Band Support von der aus der Nachbarstadt Hannover stammenden bekannten Gruppe Fury in the Slaughterhouse während deren „Color-Fury“-Tournee. Zwischen den Sommern 2002 und 2003 wurde die erste Single Heaven is Close oft im Radio gespielt, sodass sie für drei Monate in den Airplay-Charts (Höchstplatzierung #64) vertreten war. Das dazugehörige Video rotierte vier Wochen auf dem Musiksender VIVA. Im Sommer 2003 entstand in Zusammenarbeit mit der Umweltschutzorganisation Greenpeace das Video für die Single Get Your Mind Free, die im November veröffentlicht wurde. Im Rahmen der Besetzung eines Sägewerkes einer Holzimportfirma wurde auf fehlende Importbeschränkungen für Urwaldholz aufmerksam gemacht. Seitdem ist Get Your Mind Free zur offiziellen Hymne für Greenpeace im Kampf gegen die Abholzung des tropischen Regenwaldes geworden und die Band Botschafter Greenpeaces für dieses Thema.
Trotz verschiedener Festival- und Fernsehauftritte in den Jahren 2002 bis 2004, der eigenen Popgun-Tournee im Herbst 2002 sowie des Tour-Supports für Teile der Deutschlandauftritte bei der 2003er Tournee der Simple Minds, schaffte die Band bis dato keinen kommerziellen Durchbruch.
Im Sommer 2004 verließen Holger Jung und Ralf Rathjen die Band. Seither erfolgte eine musikalische Umorientierung in Richtung Arthouse Pop. Seit Ende 2003 arbeitete die Band an ihrem zweiten Album mit dem Titel Sonnit, welches im Herbst 2007 fertiggestellt wurde. Das Album wurde im Mai 2008 unter dem eigenen Label Dead Drummer Records veröffentlicht und seitdem ist die Band auch wieder live zu sehen.

## Nebenprojekte
Peter M. Glantz arbeitet als Produzent, Komponist und Musiker. Er ist Inhaber der Firma der Motion Media Sound Design Firma Glantzleistung, in der Musik für das bewegte Bild produziert wird. Er ist darüber hinaus Komponist und Bandleader der Band Without Glantz.

## Diskografie

### Studioalben
- 2002: Popgun (Sony)
- 2008: Sonnit (Dead Drummer Records)

### Singles
- 2002: Heaven is Close (Sony)
- 2003: Get Your Mind Free (Sony)